# 2015-ös WTCC szlovák nagydíj
A 2015-ös WTCC szlovák nagydíj volt a 2015-ös túraautó-világbajnokság hatodik fordulója. 2015. június 21-én rendezték meg az Automotodróm Slovakia Ring-en, Diósförgepatonyban.

## Időmérő
| Poz.                                    | #  | Versenyző           | Csapat                          | Autó                    | Kat. | 1. rész  | 2. rész  | 3. rész  | Pont |
| --------------------------------------- | -- | ------------------- | ------------------------------- | ----------------------- | ---- | -------- | -------- | -------- | ---- |
| 1                                       | 68 | Yvan Muller         | Citroën Total WTCC              | Citroën C-Elysée WTCC   |      | 2:04,921 | 2:04,248 | 2:03,736 | 5    |
| 2                                       | 37 | José María López    | Citroën Total WTCC              | Citroën C-Elysée WTCC   |      | 2:04,066 | 2:04,478 | 2:03,959 | 4    |
| 3                                       | 9  | Sébastien Loeb      | Citroën Total WTCC              | Citroën C-Elysée WTCC   |      | 2:04,853 | 2:04,570 | 2:04,583 | 3    |
| 4                                       | 12 | Robert Huff         | Lada Sport Rosneft              | Lada Vesta              |      | 2:04,722 | 2:04,629 | 2:04,598 | 2    |
| 5                                       | 10 | Nicky Catsburg      | Lada Sport Rosneft              | Lada Vesta              |      | 2:04,755 | 2:04,729 | 2:04,905 | 1    |
| 6                                       | 7  | Hugo Valente        | Campos Racing                   | Chevrolet RML Cruze TC1 | Y    | 2:04,828 | 2:04,858 |          |      |
| 7                                       | 33 | Ma Csing-hua        | Citroën Total WTCC              | Citroën C-Elysée WTCC   |      | 2:04,691 | 2:05,012 |          |      |
| 8                                       | 3  | Tom Chilton         | ROAL Motorsport                 | Chevrolet RML Cruze TC1 | Y    | 2:05,333 | 2:05,108 |          |      |
| 9                                       | 2  | Gabriele Tarquini   | Honda Racing Team JAS           | Honda Civic WTCC        |      | 2:05,286 | 2:05,312 |          |      |
| 10                                      | 46 | Jaap van Lagen      | Lada Sport Rosneft              | Lada Vesta              |      | 2:05,114 | 2:05,346 |          |      |
| 11                                      | 70 | Mat’o Homola        | Campos Racing                   | Chevrolet RML Cruze TC1 | Y    | 2:05,435 | 2:06,081 |          |      |
| 12                                      | 25 | Mehdi Bennani       | Sébastien Loeb Racing           | Citroën C-Elysée WTCC   | Y    | 2:05,466 | 2:06,103 |          |      |
| 13                                      | 5  | Michelisz Norbert   | Zengő Motorsport                | Honda Civic WTCC        | Y    | 2:05,659 |          |          |      |
| 14                                      | 27 | John Filippi        | Campos Racing                   | Chevrolet RML Cruze TC1 | Y    | 2:05,691 |          |          |      |
| 15                                      | 4  | Tom Coronel         | ROAL Motorsport                 | Chevrolet RML Cruze TC1 | Y    | 2:05,729 |          |          |      |
| 16                                      | 26 | Stefano D'Aste      | ALL-INKL.COM Münnich Motorsport | Chevrolet RML Cruze TC1 | Y    | 2:06,191 |          |          |      |
| 17                                      | 18 | Tiago Monteiro      | Honda Racing Team JAS           | Honda Civic WTCC        |      | 2:06,263 |          |          |      |
| 18                                      | 29 | Néstor Girolami     | Nika International              | Honda Civic WTCC        |      | 2:06,264 |          |          |      |
| Kvalifikációs időlimit (107%): 2:12,751 |    |                     |                                 |                         |      |          |          |          |      |
| Ni                                      | 11 | Grégoire Demoustier | Craft Bamboo                    | Chevrolet RML Cruze TC1 | Y    |          |          |          |      |

- Y - Yokohama bajnokság

## Első verseny
| Poz. | #  | Versenyző           | Csapat                          | Autó                    | Kat. | Futott kör | Idő/Kiesés oka | Rajthely | Pont |
| ---- | -- | ------------------- | ------------------------------- | ----------------------- | ---- | ---------- | -------------- | -------- | ---- |
| 1    | 68 | Yvan Muller         | Citroën Total WTCC              | Citroën C-Elysée WTCC   |      | 11         | 23:19,032      | 1        | 25   |
| 2    | 37 | José María López    | Citroën Total WTCC              | Citroën C-Elysée WTCC   |      | 11         | +1,749         | 2        | 18   |
| 3    | 9  | Sébastien Loeb      | Citroën Total WTCC              | Citroën C-Elysée WTCC   |      | 11         | +2,868         | 3        | 15   |
| 4    | 12 | Robert Huff         | Lada Sport Rosneft              | Lada Vesta WTCC         |      | 11         | +12,282        | 4        | 12   |
| 5    | 7  | Hugo Valente        | Campos Racing                   | Chevrolet RML Cruze TC1 | Y    | 11         | +16,882        | 6        | 10   |
| 6    | 2  | Gabriele Tarquini   | Honda Racing Team JAS           | Honda Civic WTCC        |      | 11         | +17,194        | 9        | 8    |
| 7    | 3  | Tom Chilton         | ROAL Motorsport                 | Chevrolet RML Cruze TC1 | Y    | 11         | +21,737        | 8        | 6    |
| 8    | 18 | Tiago Monteiro      | Honda Racing Team JAS           | Honda Civic WTCC        |      | 11         | +25,131        | 17       | 4    |
| 9    | 4  | Tom Coronel         | ROAL Motorsport                 | Chevrolet RML Cruze TC1 | Y    | 11         | +27,040        | 15       | 2    |
| 10   | 29 | Néstor Girolami     | Nika International              | Honda Civic WTCC        |      | 11         | +34,695        | 18       | 1    |
| 11   | 26 | Stefano D'Aste      | ALL-INKL.COM Münnich Motorsport | Chevrolet RML Cruze TC1 | Y    | 11         | +41,017        | 16       |      |
| 12   | 27 | John Filippi        | Campos Racing                   | Chevrolet RML Cruze TC1 | Y    | 11         | +45,612        | 14       |      |
| 13   | 70 | Mat’o Homola        | Campos Racing                   | Chevrolet RML Cruze TC1 | Y    | 9          | +2 kör         | 11       |      |
| Ki   | 33 | Ma Csing-hua        | Citroën Total WTCC              | Citroën C-Elysée WTCC   |      | 8          |                | 7        |      |
| Ki   | 10 | Nicky Catsburg      | Lada Sport Rosneft              | Lada Vesta WTCC         |      | 8          |                | 5        |      |
| Ki   | 25 | Mehdi Bennani       | Sébastien Loeb Racing           | Citroën C-Elysée WTCC   | Y    | 8          |                | 12       |      |
| Ki   | 46 | Jaap van Lagen      | Lada Sport Rosneft              | Lada Vesta WTCC         |      | 8          |                | 10       |      |
| Ki   | 5  | Michelisz Norbert   | Zengő Motorsport                | Honda Civic WTCC        | Y    | 7          |                | 13       |      |
| Ki   | 11 | Grégoire Demoustier | Craft Bamboo                    | Chevrolet RML Cruze TC1 | Y    | 1          |                | 19       |      |

- Y - Yokohama bajnokság

## Második verseny
| Poz. | #  | Versenyző           | Csapat                          | Autó                    | Kat. | Futott kör | Idő/Kiesés oka | Rajthely | Pont |
| ---- | -- | ------------------- | ------------------------------- | ----------------------- | ---- | ---------- | -------------- | -------- | ---- |
| 1    | 9  | Sébastien Loeb      | Citroën Total WTCC              | Citroën C-Elysée WTCC   |      | 11         | 23:26,146      | 8        | 25   |
| 2    | 37 | José María López    | Citroën Total WTCC              | Citroën C-Elysée WTCC   |      | 11         | +3,188         | 9        | 18   |
| 3    | 68 | Yvan Muller         | Citroën Total WTCC              | Citroën C-Elysée WTCC   |      | 11         | +7,626         | 10       | 15   |
| 4    | 2  | Gabriele Tarquini   | Honda Racing Team JAS           | Honda Civic WTCC        |      | 11         | +12,144        | 2        | 12   |
| 5    | 7  | Hugo Valente        | Campos Racing                   | Chevrolet RML Cruze TC1 | Y    | 11         | +16,266        | 5        | 10   |
| 6    | 46 | Jaap van Lagen      | Lada Sport Rosneft              | Lada Vesta WTCC         |      | 11         | +16,634        | 1        | 8    |
| 7    | 25 | Mehdi Bennani       | Sébastien Loeb Racing           | Citroën C-Elysée WTCC   | Y    | 11         | +18,793        | 12       | 6    |
| 8    | 5  | Michelisz Norbert   | Zengő Motorsport                | Honda Civic WTCC        | Y    | 11         | +30,442        | 13       | 4    |
| 9    | 18 | Tiago Monteiro      | Honda Racing Team JAS           | Honda Civic WTCC        |      | 11         | +30,691        | 17       | 2    |
| 10   | 4  | Tom Coronel         | ROAL Motorsport                 | Chevrolet RML Cruze TC1 | Y    | 11         | +31,666        | 15       | 1    |
| 11   | 29 | Néstor Girolami     | Nika International              | Honda Civic WTCC        |      | 11         | +32,150        | 18       |      |
| 12   | 26 | Stefano D'Aste      | ALL-INKL.COM Münnich Motorsport | Chevrolet RML Cruze TC1 | Y    | 11         | +40,429        | 16       |      |
| 13   | 11 | Grégoire Demoustier | Craft Bamboo                    | Chevrolet RML Cruze TC1 | Y    | 11         | +42,916        | 19       |      |
| 14   | 27 | John Filippi        | Campos Racing                   | Chevrolet RML Cruze TC1 | Y    | 11         | +45,517        | 14       |      |
| 15   | 70 | Mat’o Homola        | Campos Racing                   | Chevrolet RML Cruze TC1 | Y    | 11         | +45,690        | 11       |      |
| Ki   | 3  | Tom Chilton         | ROAL Motorsport                 | Chevrolet RML Cruze TC1 | Y    | 8          |                | 3        |      |
| Ki   | 10 | Nicky Catsburg      | Lada Sport Rosneft              | Lada Vesta WTCC         |      | 8          |                | 6        |      |
| Ki   | 12 | Robert Huff         | Lada Sport Rosneft              | Lada Vesta WTCC         |      | 8          |                | 7        |      |
| Ki   | 33 | Ma Csing-hua        | Citroën Total WTCC              | Citroën C-Elysée WTCC   |      | 7          |                | 4        |      |

- Y - Yokohama bajnokság

## Külső hivatkozások
- Hivatalos nevezési lista
- Az időmérő eredménye
- Az 1. futam eredménye
- A 2. futam eredménye